# Олуин Гордън Вет
Олуин Гордън Вет (на английски: Alwyn Gordon Vette) е новозеландски авиатор, граждански и военен летец.
Участва в операция по спасяването на селскостопански самолет „Чесна“ на 22 декември 1978 г.

## Биография

### Ранни години
Роден е през юли 1933 г. в Окланд, Нова Зеландия. През 1948 г. постъпва в Новозеландските авиолинии. Започва да се учи да управлява самолет. През 1953 г. завършва техническо училище. Преустановява работата си в националната авиокомпания и постъпва като полетен инструктор във Военновъздушните сили на Нова Зеландия, работейки във върховите инструкторски категории.

### Отново в авиокомпанията
През 1958 г. отново се завръща в авиокомпанията на Нова Зеландия, встъпвайки в длъжността „първи офицер“. Получава лиценз за пилот и за навигатор. Само 2 години по-късно осъществява своя първи граждански полет.
Постига бърз прогрес. През 1964 г. става капитан. В периода 1964 – 1966 г. е председател на Пилотската асоциация на Новозеландските авиолинии, представяйки страната си на много конференции и срещи по онова време. През 1972 к. става капитан на борда на „DC-10“, а скоро след това и полетен инструктор.

### Извънреден случай
На 21 декември 1978 г. Гордън поема пътнически полет от Фиджи към Нова Зеландия. По време на полета Вет и неговият екип биват осведомени за малък селскостопански самолет, изгубил се някъде между Американска Самоа и Норфолк. Пилотът на малкия самолет се натъква на проблем с бордовия радиолокационен пеленгатор. Благодарение на навигаторските умения на Гордън и тези на пътник, доброволно съгласил се да помогне, самолетът Чесна успешно се приземява в Норфолк. По случая е създаден филм през 1993 година с участието на Скот Бакула и Робърт Лоджия. Инцидентът е споменат в книгата на Стенли Стюарт „Emergency! Crisis on the Flight Deck“ или в превод: Спешен случай! Криза в пилотската кабина. На Гордън Вет се присъжда награда в знак на ръководство и професионализъм.

### Разследване на катастрофа
През 1979 г. Гордън е старши капитан в Новозеландските авиолинии. На 28 ноември същата година е в Хонолулу, за да поеме полет до Лос Анджелис, когато го застигат мрачни новини – 257 души загиват в самолетна катастрофа на връх Еребус, сред които е негов колега. Шокиран от станалото, старши капитан Вет не повярвал, че е станала пилотска грешка на основание на извода, че самолетът най-вероятно се е движил в облак на ниско ниво, защото за него това е черта на некомпетентност, неприсъща за неговия колега и приятел Гордън Брукс, а и въобще за целия екип. Затова отива да търси истината на мястото на произшествието. Пътуването до злополучния връх му струвало дългогодишни приятелства и, в края на краищата, здравето му.

### „Impact Erebus“
През 1983 г. Олуин Гордън Вет издава книгата „Impact Erebus“ („Сблъсък с Еребус“). Въпреки оказания натиск от страна на министър-председателя и други равнища на обществото Гордън смело твърди, че понятия от рода на „човешки фактор“ са твърде нови за времето си. Вет е първият предложил да бъде създадена Системата за предупреждение за опасно сближение със Земята (Ground proximity warning system, GPWS), която съществува в самолетите.

### Награди
Следва поредица от награди, сред които е от Пилотската асоциация на Новозеландските авиолинии за почетен член, присъдена през 1984 г. Получава мемориална награда Jim Collins Memorial Award за заслуги и изключителния му принос за безопасността на проведените полети през 1991 г.
За приносите му в авиацията Гордън получава президентска награда от Международната федерация на линейните пилоти (IFALPA) през март 2009 г..